# مرضى السرطان في قطاع غزة
يواجه مرضى السرطان في قطاع غزة ظروفًا صحية شديدة الصعوبة نتيجة لعوامل متعددة، أبرزها الحصار الإسرائيلي المفروض على القطاع منذ عام 2007، وتكرار العدوانات العسكرية التي ألحقت أضرارًا كبيرة بالبنية التحتية الصحية. تفاقمت هذه الأزمة مع النقص المزمن في الأدوية والمستلزمات الطبية، إلى جانب القيود المفرووضة غلى تنقل المرضى إلى مستشفيات الضفة الغربية أو الخارج لتلقي العلاج اللازم.
يعد السرطان أحد الأسباب الرئيسة للوفاة في القطاع، حيث تتزايد معدلات الإصابة به سنوياً، دون توفر موارد كافية للتشخيص والعلاج.

## انتشار المرض
وفقًا لتقرير وزارة الصحة الفلسطينية، بلغ عدد المصابين بالسرطان في قطاع غزة حتى نهاية عام 2023 نحو 10.200 مريض، مع تسجيل أكثر من 1.800 حالة جديدة سنوياً. تشير البيانات إلى أن سرطان الثدي هو الأكثر انتشارًا بين النساء، بينما يسجل سرطان القولون والمستقيم، وسرطان الدم بين أكثر الأنواع شيوعًا لدى الرجال.
تقدر نسبة الإصابة بالسرطان في القطاع بنحو 60 حالة لكل 100 ألف نسمة، وهي نسبة مرتفعة مقارنة بالإمكانات الطبية المتاحة، ويعتقد أن يكون السبب عوامل وراثة، ونمط الحياة، وتلوث البيئة بسبب الحروب المستمرة.

## التحديات الصحية
تعاني المراكز المتخصصة، مثل مستشفى الصداقة التركي الفلسطيني في غزة، من نقص حاد في أدوية العلاج الكيميائي والعلاج المناعي. تفيد وزارة الصجة بأن ما يزيد عن 40% من قائمة الأدوية الأساسية لعلاج الأورام تكون غير متوفرة في القطاع، ما يدفع المرضى لتأخير العلاج أو إيقافه مؤقتًا، مما يقلل من فرص الاستجابة للشفاء.
يتطلب علاج الكثير من الحالات إجراءات طبية غير متوفرة داخل القطاع، مثل: العلاج الإشعاعي، والجراحات المتقدمة، ولهذا السبب تنتقل الحالات الصعبة إلى مستشفيات الضفة الغربية أو القدس، أو خارج فلسطين، تفرض إسرائيل قيودًا صارمة على إصدار تصاريح المرور، ويتم رفض سنويًا ما يزيد عن 30% من طلبات التحويل.
يؤثر الانقطاع المتكرر للكهرباء على تشغيل الأجهزة الطبية، مثل أجهزة التصوير المقطعي، ويؤثر أيضاً على حفظ الأدوية التي تحتاج إلى درجة تبريد معينة، وهذا يساعد على تدهور جودة الرعاية الصحية.

## تأثير التصعيدات العسكرية على المرضى

### عدوان 2021
تضررت بعض المرافق الطبية المتخصصة بالسرطان جراء القصف الإسرائيلي، أبرزها مستشفى الشفاء ومركز العودة الصحي، مما أجبر الطواقم على إخلاء بعض المرضى وتوقف العلاجات لفترة.

### حرب غزة 2023-2025
منذ اندلاع حرب أكتوبر عام 2023، تفاقمت الأزمة الصحية لمرضى السرطان، إذ توقفت الخدمات العلاجية في عدد من المستشفيات نتيجة الدمار ونفاذ المعدات، تضرر قسم الأورام في مستشفى الشفاء وهو المرفق الرئيسي لعلاج السرطان في غزة، وتوقف المستشفى التركي عن استقبال حالات جديدة وعن العمل بسبب نفاذ الوقود وفيما بعد تم تفجير المستشفى وخرج عن العمل بشكل نهائي، وقد استشهد لا يقل عن 70 مريضًا بالسرطان، بعضهم نتيجة القصف الإسرائيلي والبعض الأخر بسبب الاهمال الطبي وعدم العلاج.